# توني ماكولاي
توني ماكولاي (بالإنجليزية: Tony Macaulay)‏ هو كاتب بريطاني، ولد في 23 يوليو 1963 في أيرلندا الشمالية في المملكة المتحدة.

## وصلات خارجية
- الموقع الرسمي